# 청낭서
《청낭서》 (靑囊書)는 중국 전설상으로 전해지는 의서(醫書)이다. 후한(後漢) 말의 의사인 화타(華佗)가 저술하였다고 하며, 화타가 평생동안 체험하며 깨달은 지식 및 경험이 기록되어 있다고 전해진다.

## 각 기록에서의 청낭서

### 삼국지및후한서
화타(華佗)는 죽음을 맞이하게 되자, 책 한 권을 옥졸(獄卒)에게 주며 "이 책이 사람을 살릴 수 있다"고 하였다. 하지만 옥졸이 불법행위를 하는 것을 두려워하여 거절했으며, 결국 화타도 이를 강요하지 않고 불에 태워버렸다.

### 삼국지연의
화타(華佗)는 옥에 갇히게 되었고, 오압옥(吳押獄)이라고 하는 옥졸(獄卒)이 화타에게 매일같이 술과 음식을 공양하였다. 화타는 그 은혜에 보답하고자 "나는 이제 죽게 될 터인데, 청낭서를 이 세상에 전하지 못하게 된 것이 한이다. 당신의 호의를 받았지만 보답할 것이 없어, 내가 글을 하나 쓸테니 우리 집에 사람을 보내어 청낭서를 가져오도록 하라. 청낭서를 그대에게 전수하고자 하니, 나의 의술을 계속 이어나가도록 하라"고 하였다.
이에 오압옥은 매우 기뻐하였고, "제가 그 책을 받게 된다면, 지금 하는 일을 그만두고 천하의 병자들을 치료하여 선생님의 은덕을 널리 알리도록 하겠습니다"고 하였다. 이후 화타는 곧바로 글을 써 청낭서를 오압옥에게 넘겨주었다. 오압옥은 금성(金城)에 이르렀고, 화타의 아내에게 청낭서를 받은 뒤 옥으로 돌아와 화타에게 넘겨주었다. 화타는 청낭서를 점검한 뒤 곧바로 오압옥에게 넘겨주었고, 오압옥은 이를 집으로 가져와 소중히 보관하였다.
열흘 뒤, 화타는 끝나 옥중에서 숨을 거두었고, 오압옥은 관(棺)을 짜서 화타를 장사지내주었다. 이후 옥졸 일을 그만두고 집으로 돌아와 청낭서를 보고 의술을 익히고자 했는데, 집에 와서 보니 아내가 청낭서를 불에 태우고 있었다. 오압옥은 크게 놀라 청낭서를 불에서 꺼내려고 했으나, 이미 한 두 장만을 남긴 채 전부 타버린 뒤였다.
오압옥은 분노하여 아내에게 화를 내었고, 이에 아내는 "설령 청낭서를 공부해 화타와 같은 의술을 배웠다 하더라도, 화타처럼 옥에 갇혀 죽게 되면 무슨 소용이 있겠습니까?"라며 대꾸하였다. 오압옥은 탄식을 내뱉을 뿐이었고, 결국 청낭서는 세상에 전해지지 못하게 되었다. 다만 닭과 돼지를 거세(去勢)하는 방법 정도가 전해지는데, 이는 타다 남은 한 두 장에 적혀 있는 것들이었다. 
후세 사람들이 시를 짓기를 
| “ | 화타의 선술(仙術)은 장상(長桑)보다 뛰어났으며 신비로운 지식은 담장 안을 들여다 보는 듯 했다 슬프도다 사람이 죽고 책도 역시 사라지니 후세 사람은 다시 청낭(靑囊)을 볼 수 없다 | ” |

라고 하였다.

## 같이 보기
- 화타